# Saladar de Jandía

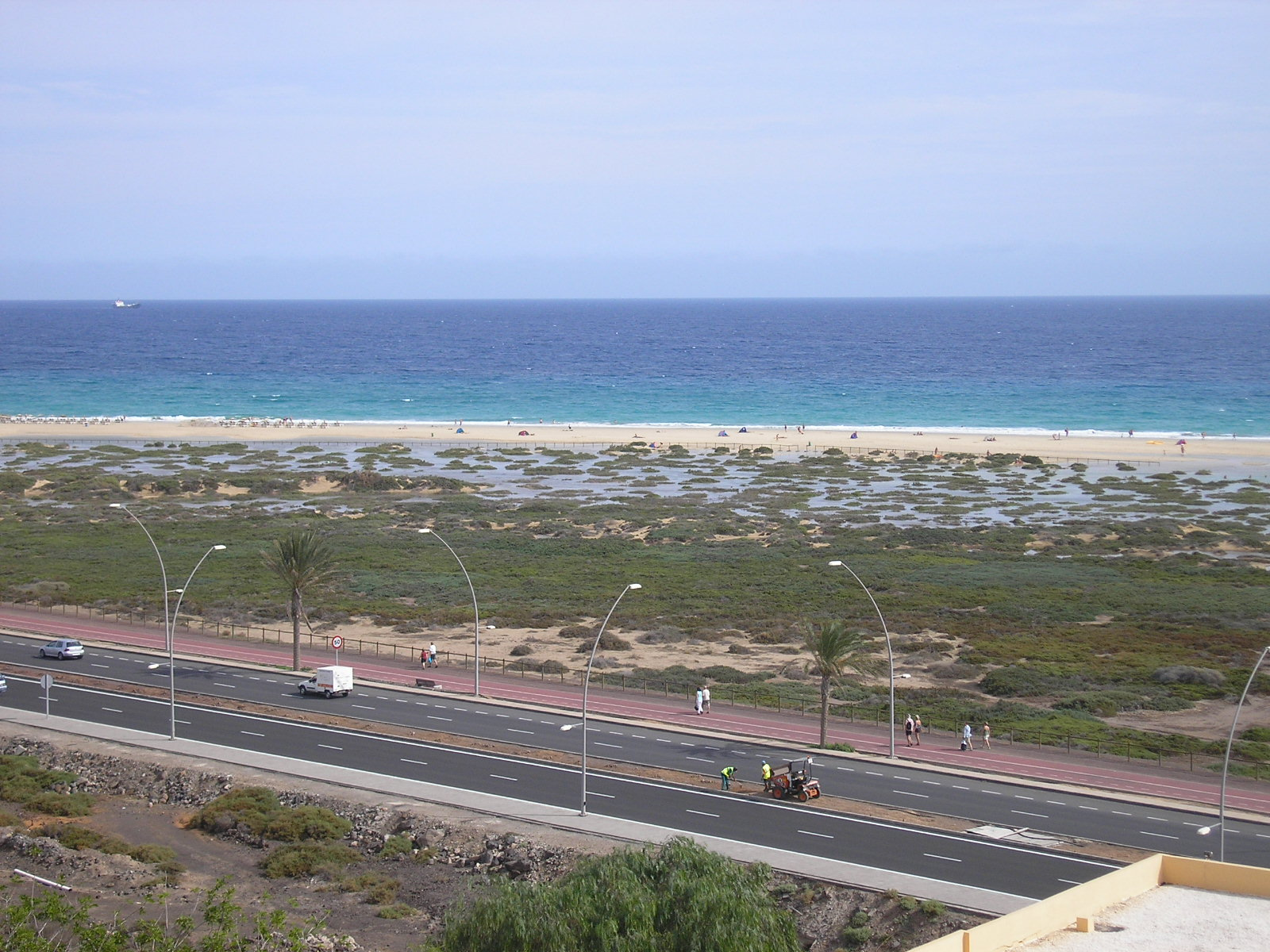
Saladar de la Playa del Matorral (Fuerteventura).

El Saladar de Jandía es un humedal de la Playa del Matorral, en Morro Jable, localidad del municipio de Pájara, en la isla de Fuerteventura (Canarias, España). Se trata de un espacio natural protegido de interés científico, declarado así en 1994 por el Gobierno de Canarias. El objetivo de esta declaración era conservar la mejor representación de este ecosistema costero tan peculiar y escaso en Canarias. 

## Ecosistema
Este humedal constituye casi la única representación del ecosistema denominado matorral halófilo termoatlántico, consistente en una comunidad vegetal que soporta inundaciones periódicas producidas por la pleamar. El océano, en el continuo subir y bajar de las mareas, actúa como elemento determinante de esta comunidad tan singular. Es frecuente que en la pleamar esta zona a cientos de metros tierra adentro de la línea de costa en marea baja, se inunde con agua de mar formándose curiosas charcas de salmuera cuando el agua, por la acción solar, comienza a evaporarse. 

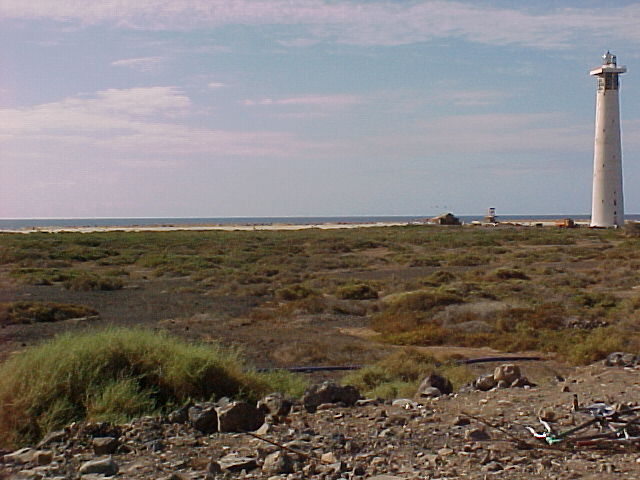
Saladar con el Faro de Morro Jable al fondo.

Aunque el litoral pueda presentar un fuerte oleaje, normalmente una barrera natural de rocas o arena actúa de protección adquiriendo el hábitat un elevado grado de estabilidad. Las plantas quedan total o parcialmente sumergidas durante varias horas al día. La principal dificultad que los vegetales tienen que superar es la enorme concentración de sal que absorben. Este problema lo han resuelto almacenando gran cantidad de agua en gruesas hojas disminuyendo así el porcentaje de sal. Otro recurso empleado es secretarla a través de minúsculas glándulas dispuestas a lo largo de las hojas. Los suelos están compuestos fundamentalmente de limos y arcillas de grano fino, muy compactadas debido a las sucesivas inundaciones. 
Todo esto crea un hábitat propicio para que se acerquen a él comunidades de aves marinas que recalan para nidificar al abrigo de sus matorrales.
El saladar es un ecosistema tan frágil que incluso el tránsito a pie le perjudica gravemente, por ello se recomienda no introducirse en su interior. 

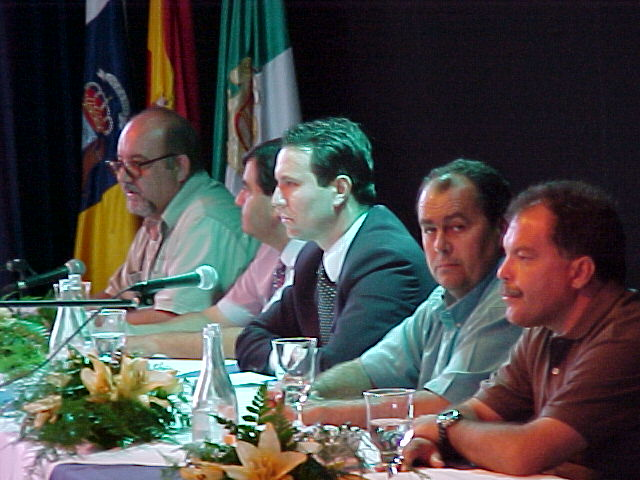
Presentación del Proyecto Life, a cargo de las autoridades municipales e insulares, en un hotel de Morro Jable, el 17/10/2000.

## Protección
En 1997 se puso en marcha el un Proyecto Life de la Unión Europea, con el fin de recuperar el área de su cada vez más preocupante deterioro, el Proyecto para la recuperación física y ecológica de la Playa del Matorral. Debido al desarrollo del turismo en las últimas décadas, la zona se veía seriamente degradada, llena de botes de basura y escombro. La construcción de infraestructuras interrumpió las dinámicas hidrológicas naturales, mientras que los visitantes y sus vehículos circulaban por el interior del área protegida sin mucha restricción. Estos impactos fueron cambiando gradualmente la composición de la cubierta vegetal y el sitio fue perdiendo sus cualidades como humedal.

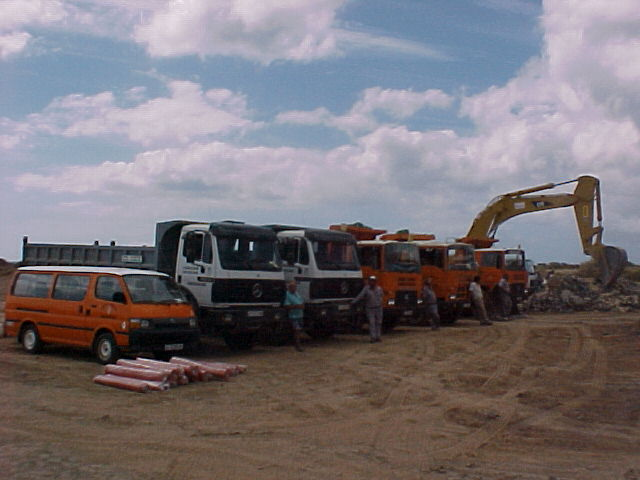
Maquinaria presentada el 17/10/2000 para llevar a cabo las tareas de recuperación de la zona.

El proyecto fue dirigido por José Juan Soto Martín, del Ayuntamiento de Pájara, la autoridad competente para la limpieza, acceso y mantenimiento diario del uso público de sus playas así como de la administración del agua y su tratamiento. Su objetivo era restaurar las dinámicas ecológicas del humedal como único medio de asegurar la conservación del área natural y sus hábitats. 

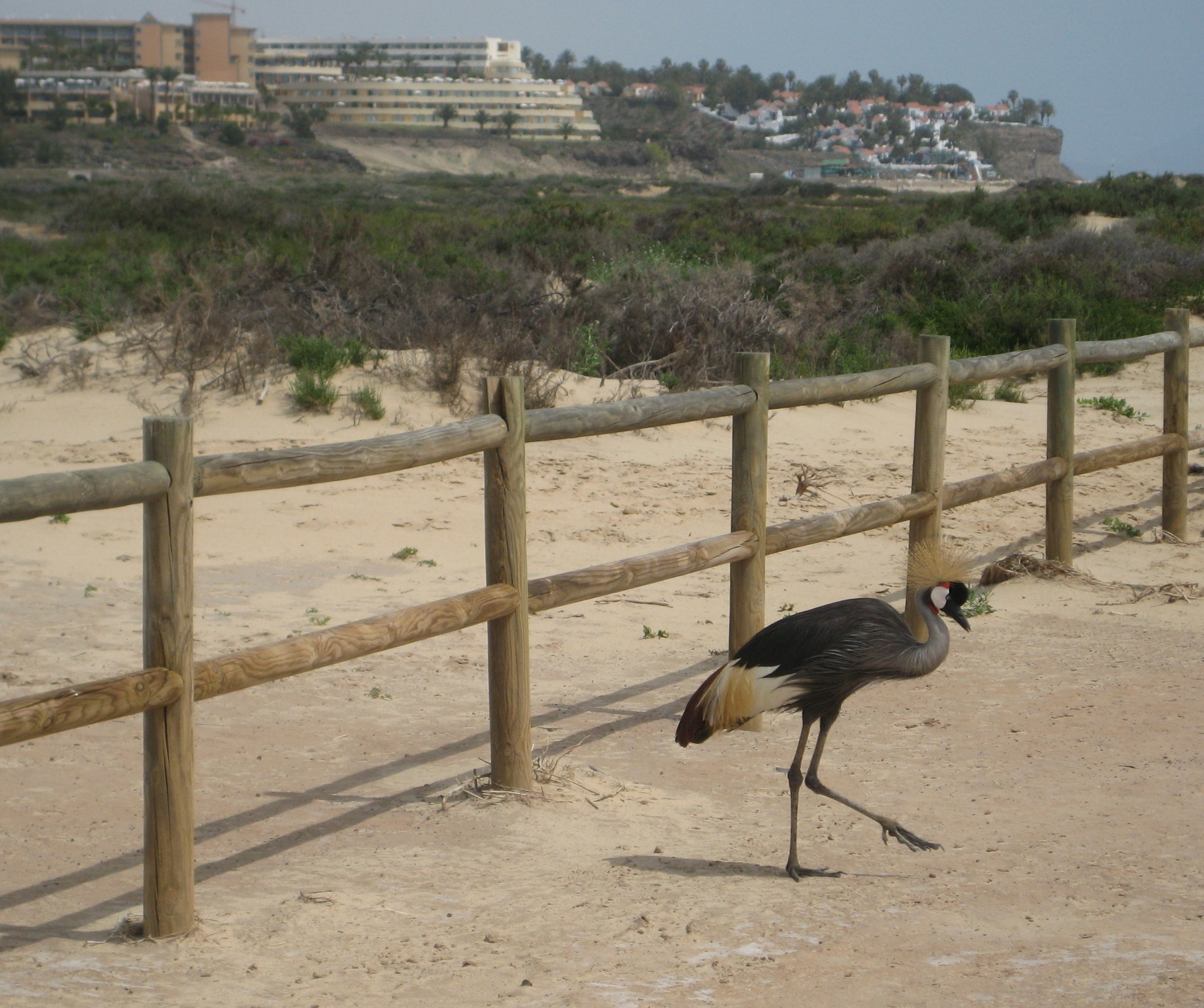
Saladar vallado en 2011.

Para ello, se retiraron grandes cantidades de basura y piedra, se construyeron accesos aislando la zona de la carretera y construcciones próximas, se removieron cerca de 90.000 metros cúbicos de arena y piedra que hacían de obstáculos artificiales que impedían el paso normal del viento, se retiraron plantas exóticas, se recuperaron poco a poco la flora y fauna autóctonas y se reguló el acceso público. Aunque algunas de las tareas finalizaron fuera del plazo previsto, que era el 31 de diciembre de 2000, se observó un rápido progreso en la repoblación natural, a partir de ese momento.